# 南アルプスインターチェンジ
南アルプスインターチェンジ（みなみアルプスインターチェンジ）は、山梨県南アルプス市吉田にある中部横断自動車道および新山梨環状道路のインターチェンジである。
仮称は「若草櫛形IC」だったが、2003年（平成15年）に市町村合併により南アルプス市が成立したことに伴い、市名がそのままIC名として採用された。

## 歴史
- 2004年（平成16年）3月20日：南アルプスIC - 白根IC間開通に伴い、供用開始[1]。
- 2006年（平成18年）12月16日：増穂IC - 南アルプスIC間開通[1][2]。

## 接続する道路
- 直接接続

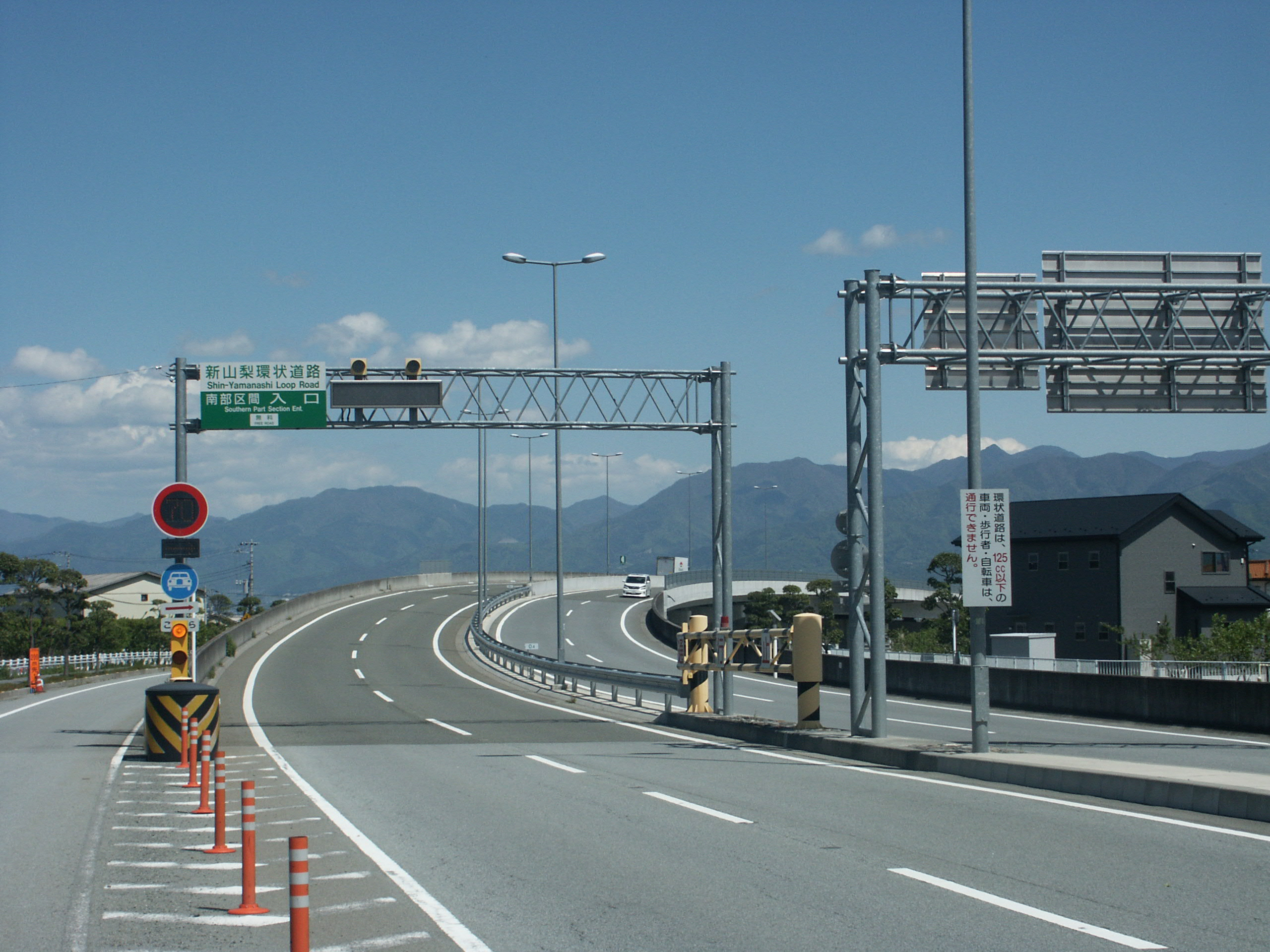
新山梨環状道路南側区間の入口付近

  - 山梨県道12号韮崎南アルプス中央線（新山梨環状道路南側区間）
    - 南アルプスI.C入口交差点から一般道を約300m東進すると南側区間の自動車専用道路部となる。

## 料金所
- ブース数：3

### 入口
- ブース数：1
  - ETC・一般：1

### 出口
- ブース数：2
  - ETC専用：1
  - 一般：1

## 周辺
- 南アルプス市役所
- fumotto MARCHE
- コストコ南アルプス倉庫店
- 南アルプスガーデン
  - スーパー
    - TRIAL（旧ヤオハン→ダイエー）、マックスバリュ

  - 食事
    - ケンタッキーフライドチキン、壱番屋、マクドナルド

  - その他
    - ダイソー、TSUTAYA、西松屋、サンドラッグ
- 甲府リバーサイドタウン
  - アピタ田富店
  - オギノリバーシティショッピングセンター

## 隣
E52 中部横断自動車道
(5) 増穂IC/PA - 南アルプスTB（廃止） - (6) 南アルプスIC - (7) 白根IC

新山梨環状道路
（7）白根IC - （6）南アルプスIC - 若草ランプ